# Apamea
Apamea (grekiska:  Απάμεια,Apameia; arabiska:  آفاميا,Afamia) var en stad för de seleukidiska kungarna och var huvudstad i Apamene, beläget på den högra stranden av floden Orontes. Den ligger omkring 55 kilometer nordväst om Hama i Syrien, högt beläget med utsikt över Ghabdalen. Staden, som tidigare var känd som Pharmake, blev befäst och utvidgades genom Seleukos I Nikator år 300 f.Kr., som namngav staden efter sin baktriska hustru Apama. Inom ramen för hans politik att hellenisera Syrien bar staden det makedoniska namnet Pella, efter den makedoniska huvudstaden Pella. Fästningen låg uppe på en höjd och slingrade sig runt floden Orontes, med sjön och träskmarker, vilket gav staden en halvöliknande form, därav dess andra namn Cherronêsos. Seleukos hade sitt kommissariat där med 500 elefanter och 30 000 ston och 300 hingstar. Hans tronpretendent Diodotus Tryfon gjorde Apamea till basen för sin verksamhet. Beläget vid en strategisk korsväg för östlig kommers blomstrade staden och nådde så småningom en befolkning på 500 000 invånare. Staden var en av de fyra städerna i det Syriska tetrapolis.

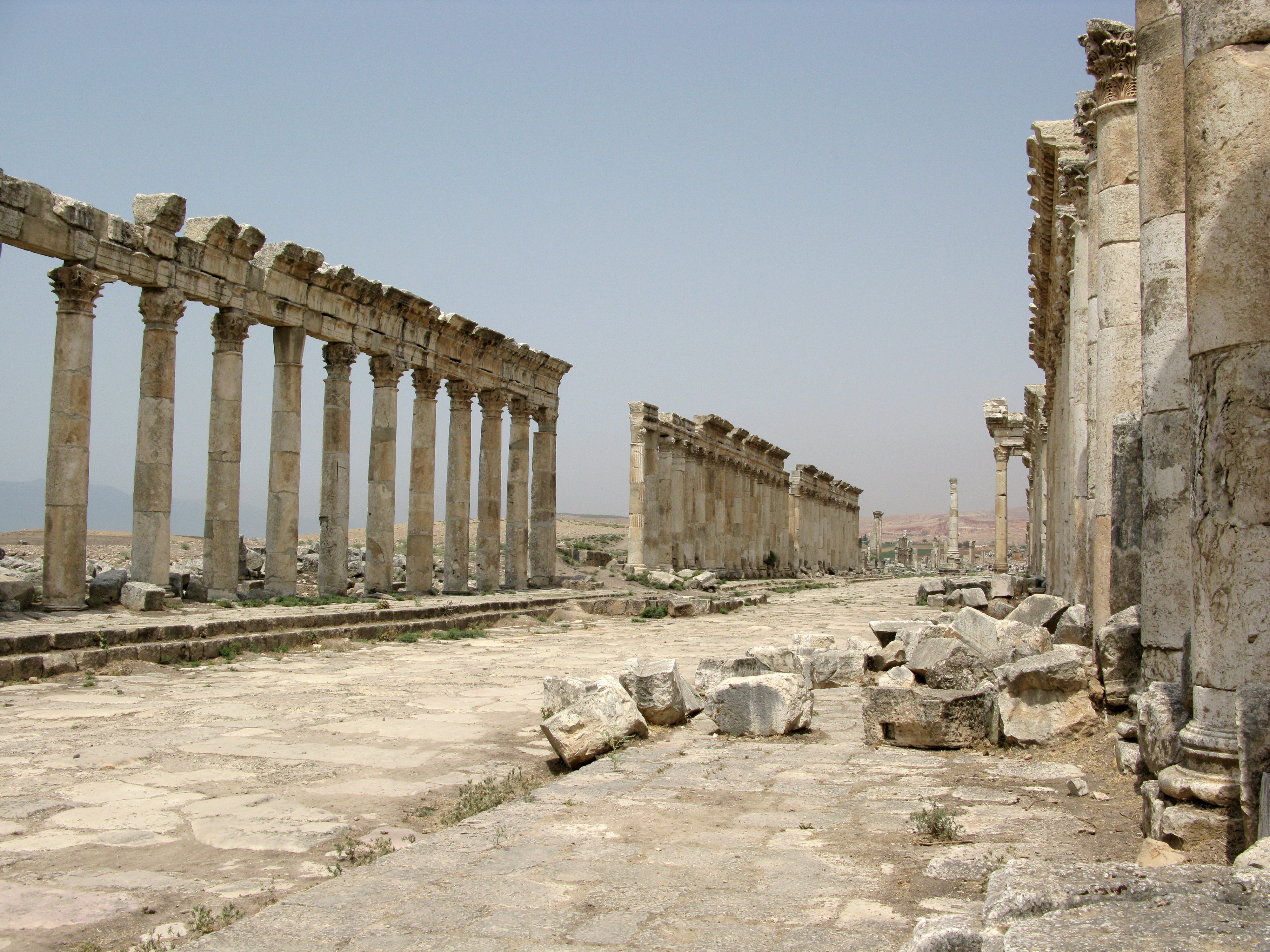
Cardo maxima i Apamea.

Josefus berättar att Pompejus marscherade söderut från sitt vinterkvarter, troligen vid eller nära Antiochia vid Orontes, raserade Apameas fästning år 64 f.Kr, vilket resulterade i att staden anslöts till den Romerska republiken. Under revolten i Syrien under Quintus Caecilius Bassus, höll den ut mot Julius Caesar i tre år till Cassius ankomst år 46 f.Kr. Vid det judiska krigets utbrott skonade Apameas invånare judarnas liv som bodde i närheten och kom inte att utsätta dem för mord eller fångenskap. Staden förstördes av Khusrov I på 600-talet, återuppbyggdes delvis och kom på arabiska att bli känd som Famia or Fâmieh. Staden förstördes av en jordbävning 1152. Under korstågen var den ännu en blomstrade stad och ockuperades av Tancred.

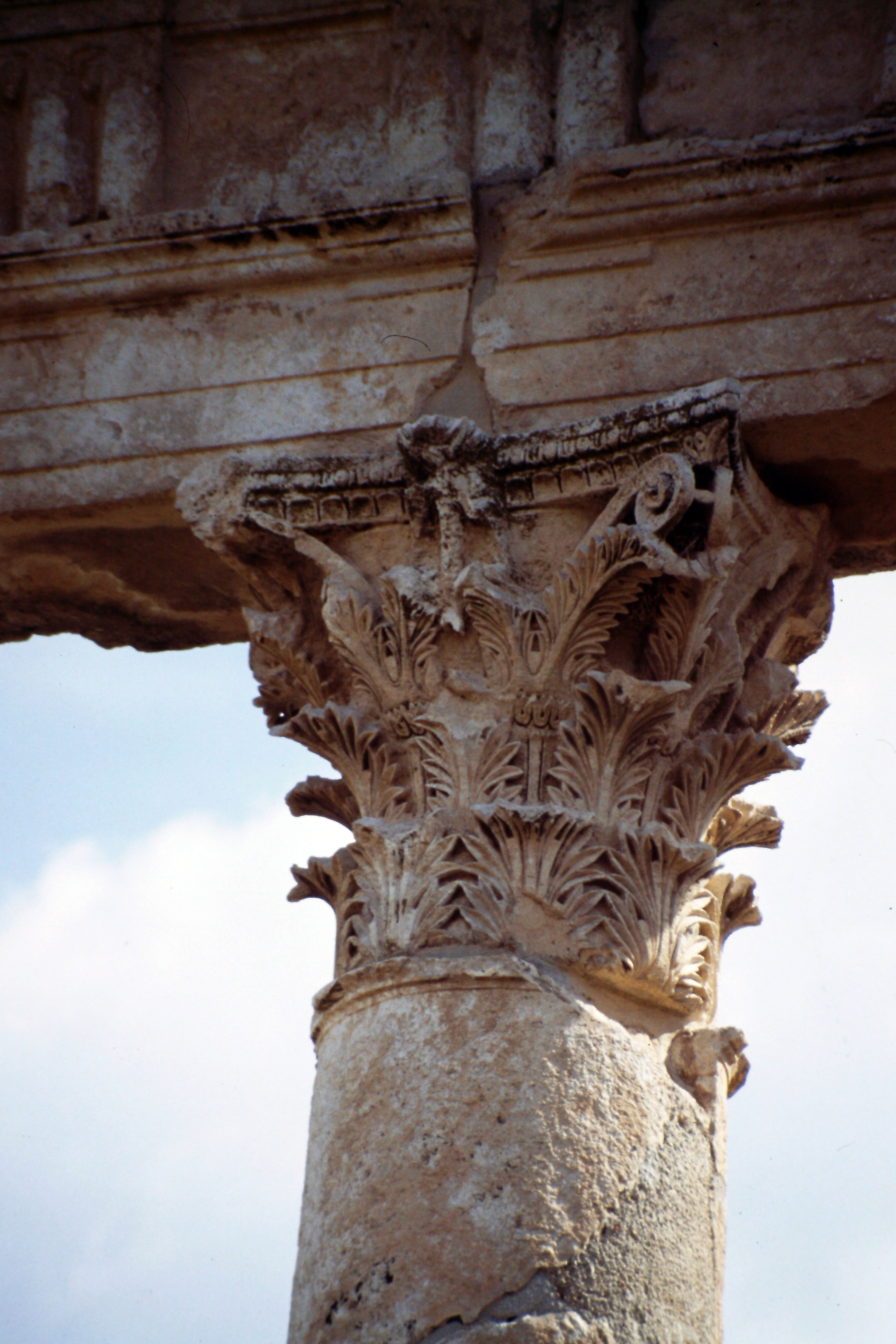
Ett exempel på de ornamenterade ruinerna.

På Akropolishöjden finns numera ruinerna, kallade Kalat el-Mudik (Kŭlat el-Mudîk). Ruinerna, som har en starkt ornamenterad karaktär och är av en gigantisk omfattning, står ännu kvar. 
Båda av Jerusalems Targumim anser att staden Shefam är identisk med Apamea. Apamea är än idag ett formellt stift i den Romersk-katolska kyrkan, Apamenus in Syria; platsen som ärkebiskop har varit vakant sedan den senaste biskopen gick bort 1974.

## Kända invånare
- Archigenes (grekisk läkare)
- Poseidonios (grekisk filosof och författare)
- Aristarchos (biskop, en av de sjuttio lärjungarna/apostlarna)
- Numenius av Apamea (filosof under 100-talet)
- Iamblichus av Chalcis (Nyplatonistisk filosof)
- Polychronius (biskop och bror till Theodoros av Mopsuestia)
- Theodoret (biskop under 400-talet)
- Evagrius Scholasticus (kyrkohistoriker under 500-talet)
- Junia (biskop under första århundradet)